# Masayoshi Yamanaka
Masayoshi Yamanaka (山中正喜?, Yamanaka Masayoshi; 27 giugno 1979) è un ex giocatore di football americano e allenatore di football americano giapponese, che ha giocato come defensive lineman.

## Palmarès
- 1 Mondiale (2003)